# 奧古斯特山
24°19′30″S 116°50′30″E / 24.325°S 116.8417°E

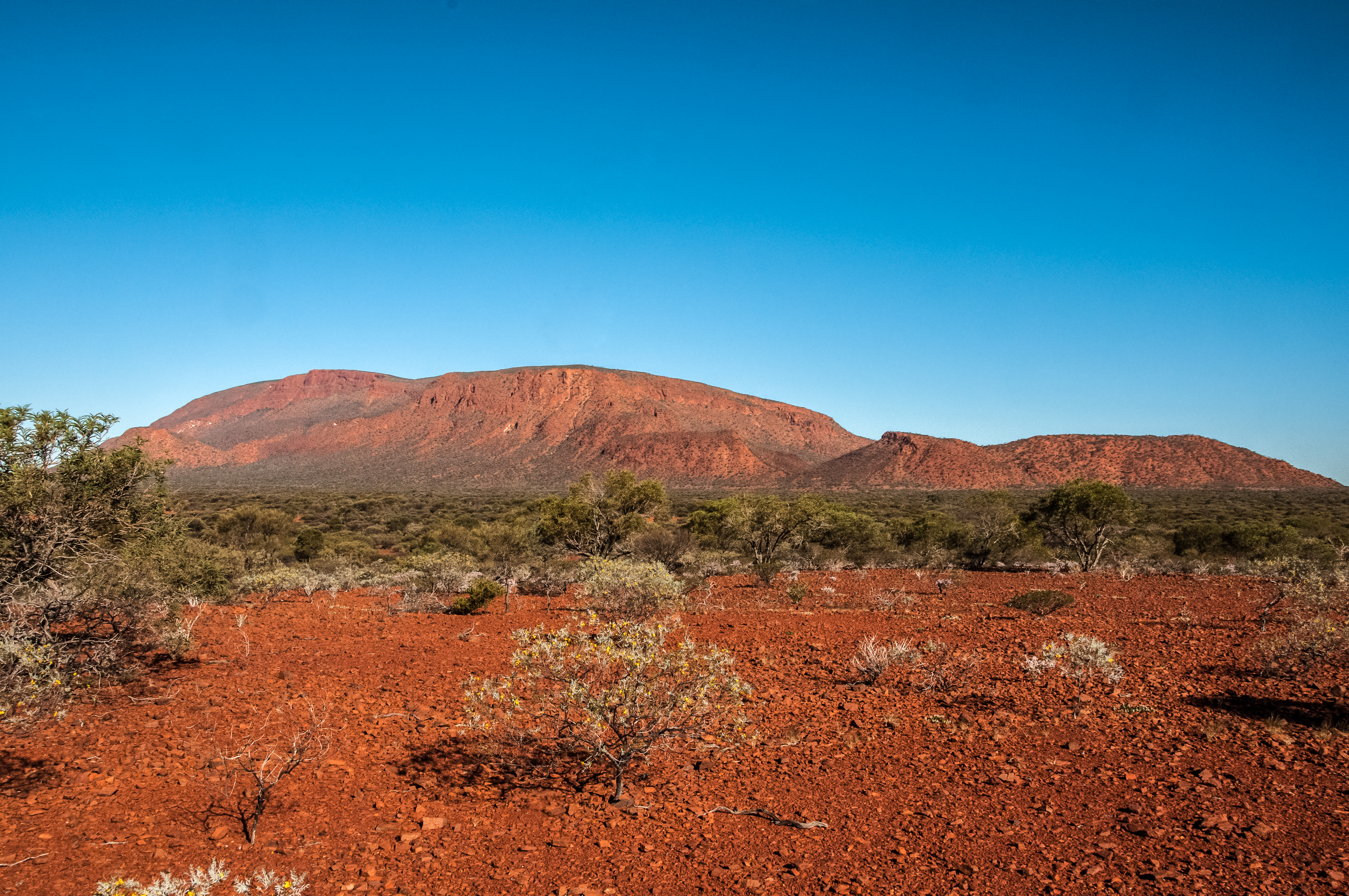
奧古斯特山，世界上最大的单体岩石 (Note: 虽然多家中文媒体均报道乌鲁鲁巨石为世界上最大的单体岩石，但这一说法并不准确。奧古斯特山的面积足足有乌鲁鲁巨石的2.5倍大。)

奧古斯特山（英文：Mount Augustus）是位於澳大利亚西澳大利亚州内陆沙漠地区的一座石山。该山被西方媒体广泛报道为世界最大的单体岩石（英文：Monolith）。

## 世界最大的单体岩石
奧古斯特山的海拔高度高於海平面1,106（3,629英尺），高於附近地面860（2,820英尺）。该山的底面積達4795公頃。据中文版乌鲁鲁官方网站以及多家英文媒体报道，该山为世界最大的单体岩石，但也有学者对该说法提出了异议。